# Марко Роквић
Марко Роквић (11. август 1988) је српски певач, млађи син певача Маринка Роквић, и брат Николе Роквића. Ожењен је Саром Остер и има двоје деце.

## Дискографија

### Синглови
- Крв није вода (2010) са Николом Роквићем
- Иду нам иду дани (2012)
- Љубав права (2012) са Анитом Идризовић
- Нећу престати да пијем (2013)
- На извору Видрована (2015)[2] дует са Аном Бекутом
- Сара (2016)
- Стани зоро (2017) са ТХЦФ
- Једна река у мом крају (2018, РТС Најлепше народне песме)
- Растао сам поред Дунава (2018, РТС Најлепше народне песме)
- Стара стаза (2018) са Маринком Роквићем и Николом Роквићем
- И кад ме сви забораве (2022, Моравски бисери)